# Денисенко Тарас Володимирович
Тарас Володимирович Денисенко (23 березня 1965, Київ — 7 листопада 2017, Київ) — український актор, сценарист, кіноактор, режисер. Виконав головну роль у кінострічці Андрія Дончика «Кисневий голод» (1992). Син кіноактриси Наталії Наум та кінорежисера Володимира Денисенка, молодший брат українського літератора, актора та режисера Олександра Денисенка.
Був членом Національної спілки кінематографістів України та Заслуженим артистом України.

## Біографія
Народився 23 березня 1965 року у Києві в родині кінорежисера В. Т. Денисенка і кіноактриси Н. М. Наум.
Закінчив акторський факультет Всесоюзного державного інституту кінематографії (1986) (майстерня Олексія Баталова).
Викладав майстер-курси дикторів та ведучих програм телебачення у Київському національному університеті театру, кіно і телебачення ім. І. Карпенка-Карого.

Могила Тараса Денисенка та його батьків, Байкове кладовище

Помер 7 листопада 2017 року у віці 52 років у Києві після важкої хвороби.
Був похований 9 листопада в одній могилі з батьками на Байковому кладовищі в Києві (ділянка № 33, 50°25′2.92″ пн. ш. 30°30′4.75″ сх. д. / 50.4174778° пн. ш. 30.5013194° сх. д.).
З 2014 року тривали зйомки «Поміж кадрами» — повнометражного документального фільму про історію дорослішання та пошуку себе, розкриту крізь призму особливих стосунків між Тарасом Денисенком та кількома поколіннями студентів його майстерні у Київський національний університет театру, кіно і телебачення імені Івана Карпенка-Карого. Фільм підтримав Український культурний фонд, реліз відбувся у 2019 році.

### Родина
Мав брата Олександра, який також є актором і режисером. Був одруженим. Мав трьох дітей (Орест, Марія, Гордій). Старший син, Орест, зіграв у фільмі «Мийники автомобілів», в роботі учня Тараса Володимировича — Володимира Тихого. Молодший син, Гордій, зіграв разом з батьком у короткометражній стрічці «Гамбурґ», а також виконав ролі молодого Андрія Кузьменка у студентській короткометрівці «Танець Пінгвіна» і одного зі студентів у «Чорній дірі».

## Фільмографія
Знявся у фільмах:
- «Високий перевал» (1982, Юрко),
- «Які ж ми були молоді» (1985. Приз СК України «За найкращу чоловічу роль» на кінофестивалі «Молодість—85»),
- «Обвинувачується весілля» (1986),
- «Квартирант» (1987),
- «В Криму не завжди літо» (1987, Озорнов),
- «Вісімнадцятирічні»
- «Жменяки» (1987),
- «Як чоловіки про жінок говорили» (1988, т/ф),
- «Помилуй і прости»,
- «Гори димлять» (1989),
- «Караул» (1989),
- «Сонети Шекспіра»,
- «Особиста зброя» (1991),
- «Чудо у країні забуття» (1991),
- «Кисневий голод» (1991. Приз міжнародного кінофестивалю, Салоніки, Греція, 1992),
- «Сорочка зі стьожкою» (1992),
- «Тарас Шевченко. Заповіт» (1992, 3 с; 1997, VII, VIII, IX с, Тарас),
- «Фучжоу» (1993),
- «Будемо жити» (1995, т/ф, 10 а),
- «Острів любові» (1996, т/ф, новела «Заручини»),
- «Judenkreis, або Вічне колесо» (1996),
- «Сьомий маршрут» (сценарист),
- «Поет і княжна» (1999, Тарас),
- «Після війни» (2000, Німеччина-Україна),
- «Повернення Мухтара» (т/с),
- «Сьоме небо» (2006, Росія-Україна),
- «Надія як свідоцтво життя» (2007, Петро Семенов),
- «Прощення» (2008),
- «Хороші хлопці» (2008, Дюля),
- «Богдан-Зиновій Хмельницький» (2008),
- «Звичайна справа» (2013),
- «Мій хлопчику» (2015).

## Режисер
- «Мій хлопчику» (2015)